# It's Raining Men
"It's Raining Men" é uma canção da dupla musical norte-americana The Weather Girls, lançada em meados de 1982 como primeiro single de seu terceiro álbum de estúdio, Success (1983). A canção foi composta por Paul Jabara em colaboração com Paul Shaffer, e a produziu em colaboração com Bob Esty. "It's Raining Men" é uma canção Hi-NRG e Pós-disco que incorpora elementos de R&B, Soul e música eletrônica dos anos 1970. Suas letras descrevem a emoção e o prazer de muitos tipos diferentes de homens. Em 1983, "It's Raining Men" foi indicado ao Grammy na categoria Melhor Performance de R&B por Duo ou Grupo com Vocal. Em junho de 2017, "It's Raining Men" entrou nas paradas do Spotify Rewind e alcançou o primeiro lugar.
A canção foi um sucesso comercial nos Estados Unidos, passando um total de onze semanas no Billboard  Hot 100, e chegando na posição de número 46 em 5 de março de 1983. Na parada de 24 de dezembro de 1982, "It's Raining Men" alcançou o primeiro lugar na parada da Billboard Dance e manteve a primeira posição por um total de duas semanas. A música também foi um grande sucesso no Reino Unido, alcançando a posição de número 2 no UK Singles Chart, além de ter conseguido o certificado com o status de ouro pelas vendas excedentes de 400.000 cópias.
A VH1 classificou a música em 35 em sua lista das 100 melhores canções de dance em 2000, e também em 35 em seus 100 maiores One-Hit Wonders dos anos 1980 em 2009. E a Rolling Stone listou-a em 90º lugar em sua classificação dos 100 maiores singles de estreia de todos os tempos em 2020.

## Desenvolvimento e produção
Paul Jabara e Paul Shaffer escreveram a música em 1979. Jabara originalmente ofereceu a música para Donna Summer, que então marcou um hit com "Last Dance" (1978). Summer inicialmente rejeitou a música depois de se converte ao cristianismo. Jabara mais tarde contou que Summer odiava o conteúdo lírico da canção e a apelidou de "blasfêmia". "Ela se tornou uma cristã renascida. Ela pensou que era uma blasfêmia. Ela [Summer] ligou para Paul [Jabara] e disse: "Eu odeio essa música. Oh, nós perdemos você. "E então ela mandou uma Bíblia para ele no dia seguinte". Posteriormente, a "It's Raining Men" foi oferecida para outras cantoras americanas, tais como Diana Ross, Cher e Barbra Streisand; entretanto nenhuma delas quiseram gravar.
Em 1982, a música foi oferecida ao Two Tons (anteriormente conhecido como Two Tons o Fun), que também rejeitaram a música. Wash recontou: "Achamos que era uma música maluca - na verdade, maluca demais para gravar. Eu ficava dizendo: 'Está chovendo homens? Sério? Você está brincando comigo?'… Eu simplesmente não achei que as pessoas iriam comprá-lo… É por isso que eu sempre dizia não". A dupla eventualmente gravou a música em noventa minutos após Jabara persistentemente implorar para que gravassem a música. The Waters Sisters (Julia Waters-Tillman e Maxine Waters-Willard), Stephanie Spruill e Zenobia Conkerite executaram os vocais de fundo no refrão da música.

## Videoclipe
O videoclipe de "It's Raining Men", lançado no inverno de 1982, foi dirigido por Gary Keys e filmado em um prédio abandonado na cidade de Nova York. Devido ao apoio limitado da Columbia Records, "It's Raining Men" foi um vídeo de baixo orçamento. Wash descreveu a concepção do vídeo: "Meu Deus, que vídeo cafona! Nós o filmamos em um prédio abandonado [em Nova York] no auge do inverno. Não havia calor e todos estavam usando casacos [de inverno]. Essa parte do vídeo onde caímos do céu, bom, pousamos nesses colchões e descobrimos [no dia seguinte] que eles estavam infestados de insetos. Depois disso, Izora e eu estávamos nos coçando! Foi horrível!".

## Desempenho nas tabelas musicais
| Tabela musical (1982 - 1984)                | Melhor posição |
| ------------------------------------------- | -------------- |
| Alemanha — (Media Control Charts)           | 43             |
| Austrália — (Kent Music Report)             | 16             |
| Estados Unidos — (Billboard Hot 100)        | 46             |
| França — (SNEP)                             | 54             |
| Irlanda — (IRMA)                            | 5              |
| Noruega — (VG-lista)                        | 8              |
| Países Baixos — (Dutch Top 40)              | 31             |
| Reino Unido — (The Official Charts Company) | 2              |

## Versão deMartha Wash e RuPaul
"It's Raining Men" foi regravada por Martha Wash, membro do The Weather Girls, e pela cantora RuPaul em 1998. A canção foi renomeada "It's Raining Men... The Sequel" e lançada como o single principal da compilação de Wash, The Collection (1998) e RuPaul's Go-Go Box Classics (1998).

### Recepção de críticas
Larry Flick, da Billboard, escreveu que Wash "parece que está se divertindo muito ao revisitar um sucesso de seu apogeu como metade das Weather Girls". Ele observou que "o novo gancho dessa nova gravação é o aparecimento de RuPaul, cujos vampiros voláteis são divertidos e atrevidos". Ele também acrescentou que o produtor Gary "Headman" Haas "não se desvia muito do som disco da gravação original, deixando um grupo de remixers para investigar uma variedade de idéias mais modernas".

### Videoclipe
A sequência de abertura do videoclipe apresenta Martha Wash e RuPaul como âncoras do Weather Center. A dupla dá uma previsão de que vai chover homens do céu, com vários repórteres de campo também relatando informações semelhantes. Wash, como meteorologista, canta a música diante de um mapa digital. Várias pessoas de todo o mundo começam a sentir os efeitos da previsão e algumas mulheres chegam a ser mostradas recolhendo homens que caem do céu em cestos. Vários homens também aparecem no videoclipe, dançando ao som da música.

### Desempenho nas tabelas musicais
| Tabela musical (1998)                       | Melhor posição |
| ------------------------------------------- | -------------- |
| Austrália — (ARIA)                          | 64             |
| Europa — (Eurochart Hot 100)                | 46             |
| Escócia — (Scottish Singles Chart)          | 16             |
| Reino Unido — (The Official Charts Company) | 21             |